# Maarschalkerweerd (gebied)
De Maarschalkerweerd is een gebied en buurt in of bij de Nederlandse stad Utrecht.
De Maarschalkerweerd is vandaag de dag een buurt die valt onder de Utrechtse wijk Oost. Erin bevindt zich Sportpark Maarschalkerweerd.

## Gerecht Maarschalkerweerd
Het gebied was in vroegere tijden een waard langs de Kromme Rijn. Voor de afdamming van de Rijn bij Wijk bij Duurstede in 1122, was het gebied sterk onderhevig aan de waterstanden van de rivier. In 1159 was de Maarschalkerweerd in bezit van de bisschop van Utrecht. In 1798 telde het gebied zeven boerderijen. Sinds de middeleeuwen was het een bezitting van de proosdij van Oudmunster te Utrecht. In het zuiden van het gerecht lag een deel van het bos Amelisweerd. Het gerecht Maarschalkerweerd was van 1795 tot 1801 verbonden met Bunnik en van 1812 tot 1818 met Houten. Bij de vorming van de gemeente Oud-Wulven op 1 januari 1818 ging het deel uit maken van die gemeente. Toen deze gemeente per op 8 september 1857 bij Houten werd gevoegd, werd dus ook Maarschalkerweerd bij Houten gevoegd. Op 1 januari 1954 werd het gebied door de gemeente Utrecht geannexeerd.

## Literatuur

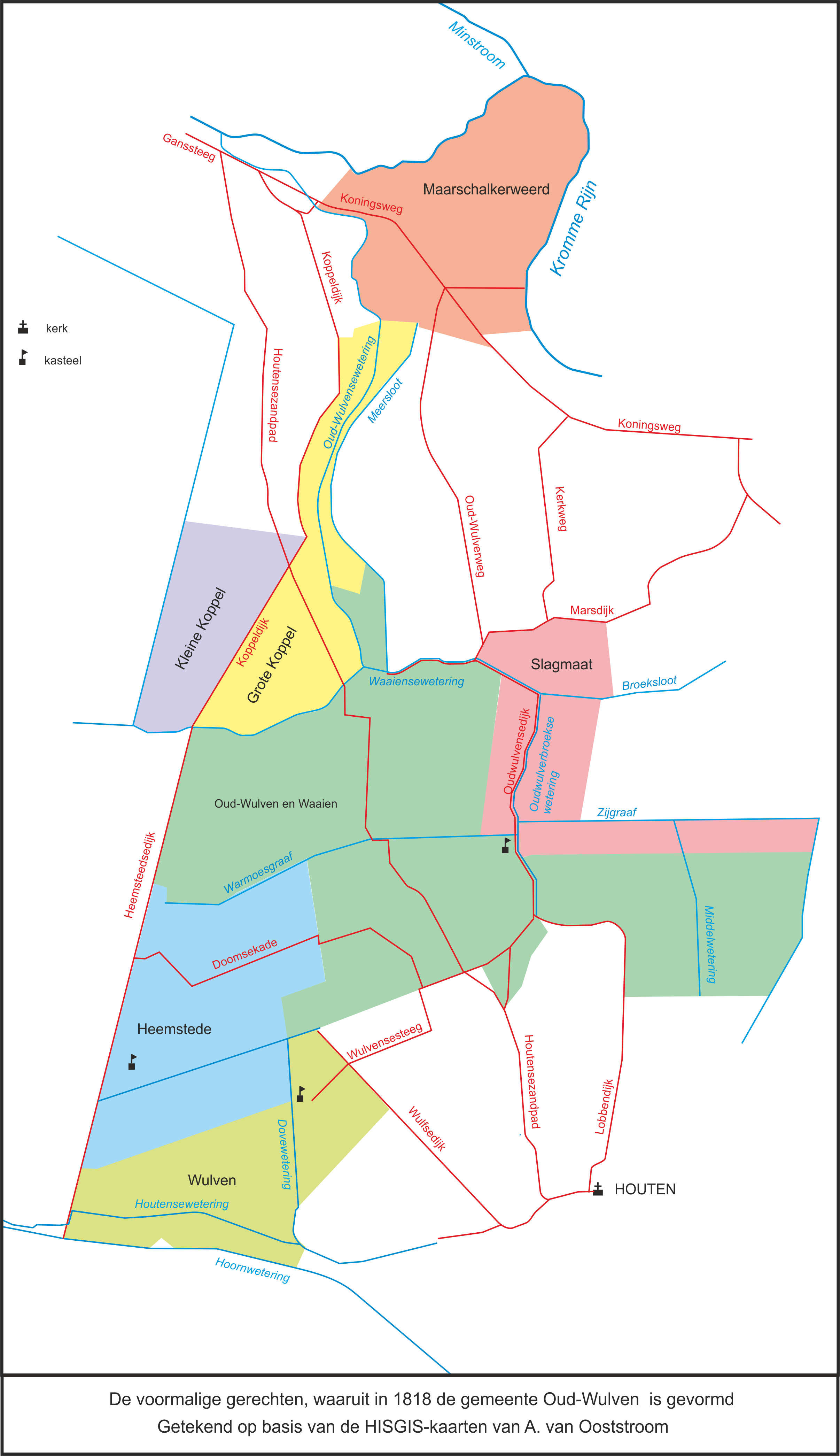